# Spilosoma viertli
Spilosoma viertli är en fjärilsart som beskrevs av Car. 1897. Spilosoma viertli ingår i släktet Spilosoma och familjen björnspinnare. Inga underarter finns listade i Catalogue of Life.